# Trigonopsis neotropica
Trigonopsis neotropica är en biart som beskrevs av Vardy 1978. Trigonopsis neotropica ingår i släktet Trigonopsis och familjen grävsteklar. Inga underarter finns listade i Catalogue of Life.